# Ogończyk andyjski
Ogończyk andyjski (Synallaxis azarae) – gatunek małego ptaka z rodziny garncarzowatych (Furnariidae). Występuje w północno-zachodniej i zachodniej części Ameryki Południowej w Andach od Wenezueli po północną Argentynę. W Czerwonej księdze gatunków zagrożonych IUCN klasyfikowany jest jako gatunek najmniejszej troski (LC, ang. Least Concern).

## Systematyka
Takson ten po raz pierwszy zgodnie z zasadami nazewnictwa binominalnego opisał francuski przyrodnik Alcide d’Orbigny w 1838 roku w 36. zeszycie Voyage dans l’Amérique Méridionale (le Brésil, la République Orientale de l’Uruguay, la République Argentine, la Patagonie, la République du Chili, la République de Bolivia, la République du Pérou), exécuté pendant les années 1826, 1827, 1828, 1829, 1830, 1831, 1832 et 1833. Autor nadał mu nazwę Synallaxis Azarae, a jako miejsce typowe podał Boliwię, co Hellmayr uściślił w 1925 roku do „Carcuata, Yungas”. Badania molekularne wykazały, że ogończyk andyjski jest najbliżej spokrewniony z ogończykiem inkaskim (Synallaxis courseni). Obecnie wyróżnia się dziewięć podgatunków:
- S. a. elegantior Sclater, P.L., 1862 (ogończyk nadobny[3]),
- S. a. media Chapman, 1914,
- S. a. ochracea Zimmer, J.T., 1936,
- S. a. fruticicola Taczanowski, 1880,
- S. a. infumata Zimmer, J.T., 1925,
- S. a. urubambae Zimmer, J.T., 1935,
- S. a. azarae D’Orbigny, 1838 (ogończyk andyjski[3]),
- S. a. samaipatae Bond, J & Meyer de Schauensee, 1941,
- S. a. superciliosa Cabanis, 1883 (ogończyk jasnobrewy[3]).

### Etymologia
- Synallaxis: gr. συναλλαξις sunallaxis, συναλλαξεως sunallaxeōs „wymiana, zamiana”[11].
- azarae: na cześć hiszpańskiego inżyniera i przyrodnika Félixa Francisco José Pedro de Azara y Perera (1742–1821)[6][12].

## Morfologia
Mały ptak o tęczówkach od kasztanowych do czerwonobrązowych. Nie występuje dymorfizm płciowy. Dziób dosyć długi i cienki, górna szczęka od czarnej do ciemnoszarej, żuchwa niebieskoszara z czarnym zakończeniem. Nogi i stopy od oliwkowoszarych do szarozielonych. Podgatunek nominatywny S. a. azarae ma ciemnobrązowoszarą głowę z nieco jaśniejszymi brwiami i ciemniejszym kantarkiem. Czoło i przednia część góry głowy ciemnoszara, szczyt głowy, jej tylne części i górna szyja ciemnorude. Podbródek i brzegi gardła bladoszare z czarniawymi zakończeniami piór. Na środku gardła czarna plama z jasnoszarymi zakończeniami piór. Grzbiet i pokrywy ogonowe oliwkowobrązowe, skrzydła rudo-kasztanowe z ciemnobrązowymi zakończeniami lotek. Pierś ciemnobrązowoszara, brzuch jaśniejszy, szarawy z lekkimi plamkami. Boki i pokrywy podogonowe brązowawe. Ogon długi, stopniowany, szpiczasty, kasztanowobrązowy z ośmioma sterówkami o postrzępionych końcach. Długość ciała 15–17 cm, masa 12–18 g. Poszczególne podgatunki różnią się od nominatywnego:
- S. a. elegantior jest jaśniejszy, ma płowożółte lub szarawe brwi, biały kantarek i 10 sterówek. Młode osobniki są bardziej ochrowe.
- S. a. media jest podobny do S. a. elegantior, ale ma szare brwi, mniejszy kantarek, szarą pierś, a boki jaśniejsze z oliwkowym odcieniem.
- S. a. ochracea jest bledszy niż podgatunek nominatywny, ma jaśniejszą głowę i pokrywy skrzydeł, grzbiet ma płowobrązowy, spód ciała bladoszary, a boki o ochrowym odcieniu.
- S. a. fruticicola jest nieco ciemniejszy niż S. a. ochracea i ma szerszy pas czołowy.
- S. a. infumata jest ciemniejszy niż S. a. fruticicola, ma 8 sterówek, a pokrywy skrzydeł mają bardziej jasnorudy odcień.
- S. a. urubambae różni się od S. a. infumata tym, że ma ciemniejszy oliwkowoszary ogon, rude brzegi lotek i jaśniejsze pokrywy skrzydeł.
- S. a. samaipatae jest stosunkowo jasny, ma płowożółte brwi, twarz i pierś szare.
- S. a. superciliosa ma wyraźnie blade płowożółte brwi, jasnobrązowe dolne części ciała i białawy brzuch[14].

## Zasięg występowania
Ogończyk andyjski występuje w bardzo rozległym obszarze Andów od zachodniej Wenezueli do północno-zachodniej Argentyny, obszar występowania rozciąga się na ponad 4000 km. Zasięg występowania (EOO, Extent of Occurrence) według szacunków organizacji BirdLife International obejmuje około 4,01 mln km². Występuje głównie w zakresie wysokości od 1500 do 3500 m n.p.m., jednak lokalnie spotykany jest na niższych wysokościach: od 900 m n.p.m. w południowo-zachodnim Ekwadorem i w zakresie wysokości od 600 do 1600 m n.p.m. w południowej Boliwii i w Argentynie. Poszczególne podgatunki występują:
- S. a. elegantior – wschodnie Andy w Kolumbii i w zachodniej Wenezueli.
- S. a. media – zachodnie i środkowe Andy w Kolumbii na południe do Ekwadoru (na południe do prowincji Cotopaxi w zachodniej i do prowincji Zamora-Chinchipe we wschodniej części Andów).
- S. a. ochracea – Andy w południowo-zachodnim Ekwadorze (na południe od Guayas i Chimborazo) i w północno-zachodnim Peru (od Tumbes na południe do La Libertad).
- S. a. fruticicola – dolina rzeki Marañón w północnym Peru.
- S. a. infumata – Andy w północnym i środkowym Peru od regionu Amazonas na południe do regionu Junín.
- S. a. urubambae – w południowym Peru region Cuzco.
- S. a. azarae – w południowym Peru od regionu Puno na południe do środkowej Boliwii (od departamentu La Paz na południe do północno-zachodniego Santa Cruz).
- S. a. samaipatae – w południowych boliwijskich Andach (od środkowego Santa Cruz do Tarija).
- S. a. superciliosa – w północno-zachodniej Argentynie od prowincji Jujuy na południe do prowincji Catamarca[14].

## Ekologia i zachowanie
Ogończyk andyjski spotykany jest na zróżnicowanych siedliskach, są to: gęsty podszyt lasu mglistego, roślinność wtórnego wzrostu i krzaki w okolicach lasów, krzaki bambusowe, odradzające się polany, osuwiska, zarośnięte pastwiska, obrzeża dróg. Długość pokolenia jest określona na 3,8 roku. Ptak ten żeruje zazwyczaj w parach, a czasami w stadach mieszanych. Niewiele wiadomo na temat diety ogończyka andyjskiego. Składa się głównie ze stawonogów, a także niewielkich nasion. Zaobserwowano, że podejmuje pokarm z liści i niewielkich gałęzi na wysokości 1–2 m, ale czasami aż do wysokości 6 m nad poziomem gruntu.

### Rozmnażanie
Nie ma wielu informacji o rozmnażaniu tego gatunku. W zachodniej Kolumbii rozmnaża się w porze deszczowej i suchej, a być może przez cały rok. Jaja znaleziono w okresie od lutego do kwietnia w Kolumbii i Ekwadorze oraz w październiku i listopadzie w Argentynie. Gniazdo zamknięte, buduje w postaci nieregularnej kupy dosyć długich gałązek, z dość długim, mierzącym 30–40 cm wejściem znajdującym się z boku gniazda, położonym poziomo lub pod niewielkim skosem do góry. Wnętrze gniazda wyścielone jest miękkim materiałem roślinnym. W lęgu zazwyczaj 2 jaja, ale w Argentynie u podgatunku S. a. superciliosa stwierdzono lęgi z 4 jajami. W Argentynie gniazda ogończyka andyjskiego są często zawłaszczane przez szarokacyka rdzawoskrzydłego.

## Status
W Czerwonej księdze gatunków zagrożonych IUCN ogończyk andyjski jest uznawany za gatunek najmniejszej troski (LC, ang. Least Concern). Wielkość populacji nie jest oszacowana, ale gatunek ten uznawany jest za pospolity. BirdLife International ocenia trend liczebności populacji jako stabilny ze względu na brak widocznych zagrożeń.